# Peter Fleischmann (Regisseur)

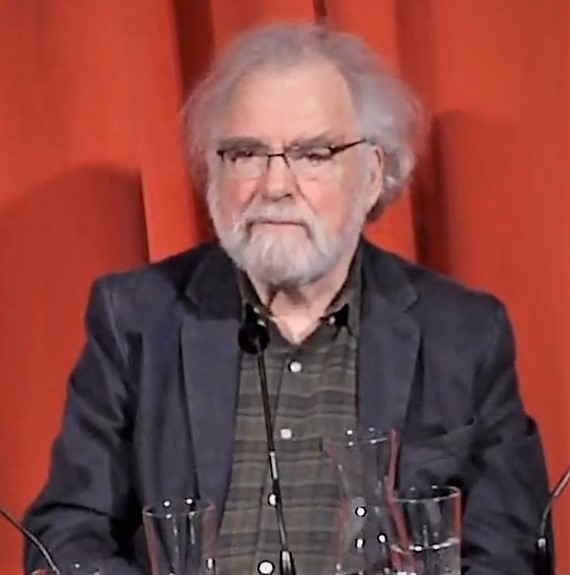
Peter Fleischmann, 2019

Peter Fleischmann (* 26. Juli 1937 in Zweibrücken; † 11. August 2021 in Potsdam) war ein deutscher Filmregisseur, Drehbuchautor und Filmproduzent. Er gilt als Vertreter des Neuen Deutschen Films.

## Leben
Fleischmann studierte am Deutschen Institut für Film und Fernsehen (DIFF) in München und am Institut des hautes études cinématographiques (IDHEC) in Paris. In Frankreich lernte er Vertreter der Nouvelle Vague kennen und schloss Freundschaft mit Jean-Claude Carrière, mit dem er später noch mehrere Drehbücher schrieb. Nach einigen Jahren als Regieassistent inszenierte er von 1963 bis 1965 Kurz- und Kinderfilme. Sein Dokumentarfilm Herbst der Gammler über die Gammler-Subkultur in München erregte 1967 einiges Aufsehen, da er die starken Generationenkonflikte und die sich anbahnende 68er-Bewegung abbildete.
1969 erschien Fleischmanns erster abendfüllender Spielfilm Jagdszenen aus Niederbayern, basierend auf dem gleichnamigen gesellschaftskritischen Theaterstück von Martin Sperr, der auch die Hauptrolle übernahm. Der Film, der sich kritisch mit dem Umgang eines bayerischen Dorfes mit seinen Außenseitern, allen voran dem von Sperr verkörperten Homosexuellen, auseinandersetzt, erhielt mehrere Auszeichnungen wie das Filmband in Silber. Er wurde als deutscher Kandidat für den Oscar als Bester fremdsprachiger Film ins Rennen geschickt, wurde aber nicht nominiert. 
Fleischmann galt seitdem als Repräsentant des Neuen Deutschen Films. Zusammen mit Volker Schlöndorff gründete er 1969 die Filmproduktionsfirma Hallelujah Film. Auch Fleischmanns spätere Arbeiten kreisen in allegorischen Handlungen um das Problem der erzwungenen Anpassung des Einzelnen an eine verständnislose Umgebung. Immer wieder entpuppen sich dabei der vermeintlich Böse als gut und die vermeintlich Guten als böse. Das Unheil (1972), für den er gemeinsam mit Martin Walser das Drehbuch schrieb, prangerte Kleingeistigkeit in einer hessischen Kleinstadt an und thematisierte als einer der ersten Filme Umweltverschmutzung (in Cannes erhielt er den Prix Luis Buñuel); in Dorotheas Rache (1974) verarbeitete er die damalige Sexfilmwelle auf satirisch-provokante Weise. Sein Film Die Hamburger Krankheit (1979) mit Helmut Griem über eine in Deutschland sich ausbreitende Seuche und die Frage, wie der öffentliche Umgang mit dieser sein sollte, erhielt im Zuge der COVID-19-Pandemie 2020 noch einmal Aufmerksamkeit.
Im Gegensatz zu anderen Regisseuren des Neuen Deutschen Films erhielten Fleischmanns Filme zwar oft Respekt von Kritikern und anderen Regisseuren, selten aber die Aufmerksamkeit des Massenpublikums. Deshalb fiel ihm die Finanzierung größerer Projekte ab den 1980er-Jahren zunehmend schwer – Völker Schlöndorff beschrieb ihn in dieser Hinsicht als „Renaissance-Mensch, eine Art deutscher Orson Welles, der immer größer und weiter sah als andere, den viele auf seine ersten Filme reduzierten (...)“. 1990 realisierte er Es ist nicht leicht, ein Gott zu sein, eine mit viel Aufwand gedrehte Verfilmung des Science-Fiction-Romans der Brüder Arkadi und Boris Strugazki. Er blieb aber auch dem Dokumentarfilm treu und drehte im selben Jahr Deutschland. Deutschland, in dem mit einfachen Passanten aus Ost und West Gespräche über die Wende führte, die bereits zukünftige Schwierigkeiten erahnen ließen. Im Jahr 2006 drehte er nach langer Pause den Film Mein Freund, der Mörder, eine Dokumentation über seinen Freund Bernhard Kimmel. Zuvor hatte er Kimmel bereits in Der Al Capone der Pfalz (1987) porträtiert. 2008 erschien sein Roman Die Zukunftsangst der Deutschen. Zuletzt war er an der Restaurierung von mehreren seiner Filme beteiligt.
In den 1990er-Jahren war Fleischmann an der Leitung der Babelsberg-Studios (früher UFA bzw. DEFA) beteiligt und kümmerte sich dabei maßgeblich um die Rettung der Studios, wozu er Investoren aus verschiedenen europäischen Ländern anwarb. Peter Fleischmann gehörte 2003 zu den Gründungsmitgliedern der Deutschen Filmakademie. Er lebte zuletzt in Werder bei Potsdam und starb im August 2021 im Alter von 84 Jahren an den Folgen eines Sturzes.

## Filmografie
Als Regisseur und Drehbuchautor
- 1957: Die Eintagsfliege (Kurzfilm)
- 1961: Geschichte einer Sandrose (Kurz-Dokumentarfilm)
- 1962: Brot der Wüste (Kurzfilm)
- 1963: Begegnung mit Fritz Lang (Kurz-Dokumentarfilm)
- 1964: Der Test (Kurzfilm)
- 1965: Alexander und das Auto ohne linken Scheinwerfer (Kurzfilm)
- 1967: Herbst der Gammler (Dokumentarfilm)
- 1969: Jagdszenen aus Niederbayern (Spielfilm)
- 1972: Das Unheil (Spielfilm)
- 1974: Dorotheas Rache (Spielfilm)
- 1975: Der dritte Grad (Spielfilm)
- 1976: Rückkehr nach Unholzing (Dokumentar-Kurzfilm)
- 1979: Die Hamburger Krankheit (Spielfilm)
- 1984: Frevel (Spielfilm)
- 1987: Der Al Capone der Pfalz (Dokumentarfilm)
- 1990: Es ist nicht leicht, ein Gott zu sein (Spielfilm)
- 1991: Deutschland, Deutschland (Dokumentarfilm)
- 1993: Mein Onkel, der Winzer (Fernseh-Dokumentarfilm)
- 2006: Mein Freund, der Mörder (Dokumentarfilm)

## Bücher
- Die Zukunftsangst der Deutschen. Roman, Fahrenheit, München 2008, ISBN 978-3-940813-01-5.

## Auszeichnungen
- 1966: Filmfestspiele von Venedig Auszeichnung (Spezialpreis erzieherisch-didaktischer Kinderfilm) für Alexander und das Auto ohne linken Scheinwerfer
- 1967: Lobende Erwähnung beim Adolf-Grimme-Preis 1968 für Herbst der Gammler
- 1969: Filmband in Silber für Jagdszenen aus Niederbayern
- 1972: Prix Luis Buñuel in Cannes für Das Unheil
- 1980: Mystfest: Auszeichnung in der Rubrik Beste Regie für Die Hamburger Krankheit
- 1990: Drehbuchpreis des Sitges Festival Internacional de Cinema Fantàstic de Catalunya für Es ist nicht leicht, ein Gott zu sein (gemeinsam mit Jean-Claude Carrière)
- 1991: Kurd-Laßwitz-Preis in der Rubrik Bester Film für Es ist nicht leicht, ein Gott zu sein